# مجلس شيوخ الكرملين

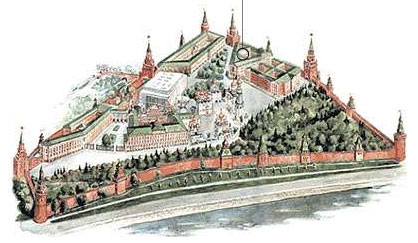
موقع مجلس شيوخ في داخل قصر الكرملين

مجلس الشيوخ الكرملين (بالروسية: Сенатский дворец)‏ هو مبنى داخل أراضي الكرملين موسكو، روسيا. بدأ بناؤه عام 1776 وانتهى عام 1787، كان مقره في الأصل في مجلس الشيوخ الحاكم وهو أعلى سلطة قضائية ومكتب تشريعي في الإمبراطورية الروسية. حاليا هي من ضمن الإدارة الرئاسية الروسية، وهي في الوقت الحاضر في منطقة آمنة ومقيدة للغاية مغلقة أمام الجمهور. إلا أنه يمكن رؤية الواجهة الجنوبية مقابل المدفع القيصر فهي مكشوفة أمام الجميع.

## البناء
يقع مجلس الشيوخ في الكرملين في الجزء الشمالي من أراضي الكرملين، بين الكرملين أرسينال والسابق الذي هدم الآن. الكرملين بريسيديوم (الموقع الذي من المقرر أن يكون متنزه) هو يتشكل مثل المثلث مع كل جانب حوالي 100 متر (330 قدم)، ومع جانب واحد مشترك مع جدار الكرملين موازي للميدان الأحمر. المبنى يتكون من ثلاثة طوابق من اللون الأصفر مثل العديد من المباني الإدارية الأخرى داخل الكرملين.
الهيكل الثلاثي يحتوي على فناء داخلي وينقسم إلى ممرات تؤدي إلى الجزء المركزي واثنين تؤدي إلى الأجزاء الجانبية ثلاثية السطوح. تتكون الواجهة الرئيسية من ممر مقوس على شكل قوس انتصاري يؤدي إلى الفناء الداخلي. يوجد في الداخل قاعة روتندا (قطر 24.6 متر (81 قدم)، 27 مترا (89 قدم) الارتفاع الداخلي)، ويدعى بالبانثيون من قبل روسيا. يتكون من قبة خضراء تحمل علم الدولة كما يرى من الميدان الأحمر، سوف تصبح في وقت لاحق رمز الدعاية السوفياتي. في الأصل كان يحمل تمثال القديس جورج ثم تم وضع تمثال العدل (دمر تمثال القديس جورج من قبل القوات الفرنسية في عام 1812). التصميم الخارجي للمبنى هو مزيج غير عادي من أعمدة التي تتكون من النظام الدوريسي والأيوني.
داخل المبنى، تم تصميم «قاعة كاثرين» الكبيرة كقاعة موكب، حيث تقام احتفالات مهمة فيها بشكل خاص، وهي قاعة دائرية مع قطر 24.7 متر تحت زخرفة واسعة منقطة والتي تصور كاترين كإلهة مثل مينيرفا اليونانية.

## التاريخ
في عام 1775 ، في عهد كاترين الثانية ، حدثت إصلاحات تشريعية في روسيا. تم إنشاء أعلى هيئة حكومية للإمبراطورية ، مجلس الشيوخ الحاكم. قررت كاثرين الثانية نقلها من العاصمة آنذاك ، سان بطرسبرغ ، إلى موسكو. في هذا الصدد ، أصدرت مرسومًا لبناء مبنى جديد في الكرملين لهذه الهيئة الحكومية المهمة. كان لهذا الجزء المميز من المدينة بناء كثيف في ذلك الوقت. اشترت الحكومة قصورهم من الأمراء Baryatinsky وTrubetskoy. ولكن المكان المخصص من قبل الإمبراطورة لبناء مجلس الشيوخ في الكرملين في موسكو لم يكن مناسبًا جدًا للبناء. بدلا من ذلك ، فإنه يتطلب نهجا خاصا للمهندس المعماري. كانت منصة ثلاثية تقع بين دير المعجزة وأرسنال وجدار الكرملين. نتيجة لذلك ، اتخذ اثنان فقط من المهندسين المعماريين التخطيط: M. F. Kazakov وK. I. Blank. فازت المنافسة بالمشروع الأول.
تكلفة بناء كازاكوف هو 759,000 روبل. وفقا لإيفان كوندراتيف، أعجبت كاثرين بالمبنى لدرجة أنها أعطت كازاكوف قفازاتها قائلة "سأدفع فواتيرك لاحقًا، في الوقت الحالي - هذا عربون لزوجتك". لقد سددت بالفعل لكازاكوف الماس والترقية والمعاش التقاعدي. كان المبنى لاحقًا نموذجًا للعديد من المباني الرسمية الأخرى في مدن روسية أخرى في أواخر القرنين الثامن عشر والتاسع عشر.
لاحقًا، وتماشيًا مع الإصلاحات القانونية التي أجراها خلفاء كاثرين، فقد المبنى وظائفه الوطنية وأصبح مقرًا لمحكمة موسكو الإقليمية (Здание Московский судебных установлений) والعديد من المكاتب الحكومية الأخرى.

### ما بعد عام 1900
في عام 1905، اغتيل الدوق الأكبر سيرجي ألكساندروفيتش رومانوف، الحاكم العسكري لموسكو، خارج مجلس شيوخ موسكو على يد إيفان كالياييف. تم إحياء ذكرى ذلك من خلال صليب تذكاري صممه فيكتور فاسنيتسوف في عام 1908. وفي عام 1918، دمرت الإدارة البلشفية النصب التذكاري.
بعد الثورة الروسية عام 1917 ونقل العاصمة إلى موسكو، أصبح مجلس شيوخ الكرملين مقرًا الحكومة السوفيتية، بما في ذلك المكتب السياسي. كان لدى فلاديمير لينين مكتبه وشقته الخاصة في الطابق الثالث في 1918-1922. وفي وقت لاحق، ضم مجلس الشيوخ قاعة الدراسة والمؤتمرات الخاصة بجوزيف ستالين. احتفظ ستالين بشقة خدمة صغيرة داخل مجلس شيوخ الكرملين، على الرغم من أنه اختار عدم العيش داخل مبنى مجلس الشيوخ كمقر إقامته الرئيسي. في عام 1955، تم فتح شقق لينين أمام الجمهور. ومع ذلك، في عام 1994، تم نقل جميع معروضات هذا المتحف إلى غوركي لينينسكي وأغلق مجلس الشيوخ أبوابه أمام الجمهور مرة أخرى. منذ عام 1946 وحتى تفكك الاتحاد السوفيتي في عام 1991، كان مقر مجلس مفوضي الشعب، الذي عُرف فيما بعد باسم مجلس الوزراء ومجلس الوزراء، في هذا المبنى.
وخلال عام 1994-1998، تم تحويل مبنى مجلس الشيوخ لإيواء الإدارة الرئاسية الروسية. دمرت عملية إعادة الإعمار العشوائية من الصفر التصميمات الداخلية لكازاكوف. أفاد المدافع عن الحفاظ على البيئة أليكسي كوميش من الموقع: "... تذكرني الجدران المحطمة وقنوات الهواء الممزقة وأكوام الطوب الذي يبلغ عمره 200 عام بالتجول حول أنقاض مستشارية الرايخ في برلين في عام 1946". ومع ذلك، تؤكد مصادر أخرى أن إعادة الإعمار أعادت بالفعل التصميمات الداخلية إلى خطط كازاكوف الأصلية بعد قرنين من التعديلات المخصصة. تُظهر الصور الفوتوغرافية الحالية أيضًا أن البناة دمروا ورصفوا حديقة الكستناء التي كانت تزين فناء مجلس الشيوخ في السبعينيات.
في ليلة 2-3 مايو/أيار 2023، تعرض المبنى لهجوم مزعوم بطائرة بدون طيار، انفجرت فوق سطحه.

## وصلات خارجية
- الموقع الرسمي